# Zachery Ty Bryan
Zachery Ty Bryan (Aurora, Colorado, 9 d'octubre de 1981) és un actor estatunidenc conegut sobretot pel seu rol de Brad Taylor a la comèdia de situació Home Improvement.

## Vida personal
Bryan va néixer a Aurora. Els seus pares foren Jenny i Dwight Bryan. El seu cosí és el quarterback dels Denver Broncos, Brady Quinn. El 2007, Zachery es va casar amb la seva nòvia Carly Bryan.

## Carrera

### Televisió
Abans de participar en Home Improvement, va començar a actuar a Denver. El seu interès per l'actuació aviat el va portar a Califòrnia, a on formà part de la sèrie Home Improvement, en el rol de Brad, el fill gran de Taylor.
Mentrestant actuava a Home Improvement, feu la seva primera aparició com Steve a The Fresh Prince of Bel-Air. El 1995, quan la sèrie que l'havia fet famós ja s'havia acabat, Bryan feu breus aparicions a moltes sèries de televisió com Buffy the Vampire Slayer (2002), Veronica Mars (2005) i Shark (2006). També va aparèixer en un episodi de Ready Rainbow, així com a Smallville (2003). El 2005 va aparèixer al telefilm Code Breakers. A més a més, també va aparèixer a Cold Case i el 2008 a Burn Notice.
També actuà com Thor al telefilm Thor:Hammer of the Gods el 2009.

### Cinema
- First Kid (1996).
- The Rage:Carrie 2 (1999).
- The Fast and the Furious: Tokyo Drift (2006).